# Torneo masculino de hockey sobre hierba en los Juegos Olímpicos de París 2024
El torneo masculino de hockey sobre hierba en los Juegos Olímpicos de París 2024 se realizó en el Estadio Olímpico Yves-du-Manoir de Colombes desde el 27 de julio al 8 de agosto del 2024.

## Clasificación
| Competición                        | Fecha                                   | Sede                          | Plazas | Equipos clasificados               |
| ---------------------------------- | --------------------------------------- | ----------------------------- | ------ | ---------------------------------- |
| País anfitrión                     | –                                       | –                             | 1      | Francia                            |
| Copa de Oceanía                    | 10 – 13 de abril de 2023                | Whangarei ( Nueva Zelanda)    | 1      | Australia                          |
| Campeonato Europeo                 | 19 – 27 de agosto de 2023               | Mönchengladbach · ( Alemania) | 1      | Países Bajos                       |
| Juegos Asiáticos                   | 24 de septiembre – 6 de octubre de 2023 | Hangzhou ( China)             | 1      | India                              |
| Juegos Panamericanos               | 25 de octubre – 3 de noviembre de 2023  | Santiago · ( Chile)           | 1      | Argentina                          |
| Torneo de clasificación de África  | 29 de octubre – 5 de noviembre de 2023  | Pretoria ( Sudáfrica)         | 1      | Sudáfrica                          |
| Torneo de clasificación olímpica 1 | 13 – 21 de enero de 2024                | Mascate ( Omán)               | 3      | Alemania Nueva Zelanda Reino Unido |
| Torneo de clasificación olímpica 2 | 13 – 21 de enero de 2024                | Valencia · ( España)          | 3      | Bélgica España Irlanda             |
| TOTAL                              |                                         |                               | 12     | 12                                 |

1. ↑  Selecciones participantes:  Alemania,  Canadá,  Chile,  China,  Malasia,  Nueva Zelanda,  Pakistán y  Reino Unido.
2. ↑  Selecciones participantes:  Austria,  Bélgica,  Corea del Sur,  Egipto,  España,  Irlanda,  Japón y  Ucrania.

## Calendario de competición
| G | Fase de grupos | ¼ | Cuartos de final | ½ | Semifinales | B | Partido por medalla de bronce | F | Final por medalla de oro |

| Fecha / Evento | Sáb 27 | Dom 28 | Lun 29 | Mar 30 | Mié 31 | Jue 1 | Vie 2 | Sáb 3 | Dom 4 | Lun 5 | Mar 6 | Mié 7 | Jue 8 | Jue 8 |
| -------------- | ------ | ------ | ------ | ------ | ------ | ----- | ----- | ----- | ----- | ----- | ----- | ----- | ----- | ----- |
| Masculino      | G      | G      | G      | G      | G      | G     | G     |       | ¼     |       | ½     |       | B     | F     |

## Fase de grupos

### Grupos
| Grupo A      | Grupo B       |
| ------------ | ------------- |
| Países Bajos | Bélgica       |
| Alemania     | India         |
| Reino Unido  | Australia     |
| España       | Argentina     |
| Sudáfrica    | Nueva Zelanda |
| Francia      | Irlanda       |

## Árbitros
El 12 de septiembre de 2023, 14 árbitros fueron seleccionados por la FIH.
- Gabriel Labate
- Irene Presenqui
- Zeke Newman
- Steve Rogers
- Jakub Mejzlík
- Ben Göntgen
- Dan Barstow
- Martin Madden
- Sarah Wilson
- Raghu Prasad
- Coen van Bunge
- Jonas van't Hek
- Gareth Greenfield
- David Tomlinson
- Marcin Grochal
- Lim Hong Zhen
- Sean Rapaport

## Fase de grupos
Los sorteos fueron anunciados el 22 de enero de 2024. El calendario de partidos fue anunciado el 6 de marzo de 2024.
Todas las horas son locales (UTC+2).

### Grupo A
| Pos. | Equipo       | Pts. | PJ | G | E | P | GF | GC | Dif. | Clasificación    |
| ---- | ------------ | ---- | -- | - | - | - | -- | -- | ---- | ---------------- |
| 1    | Alemania     | 12   | 5  | 4 | 0 | 1 | 16 | 6  | +10  | Cuartos de final |
| 2    | Países Bajos | 10   | 5  | 3 | 1 | 1 | 16 | 9  | +7   | Cuartos de final |
| 3    | Reino Unido  | 8    | 5  | 2 | 2 | 1 | 11 | 7  | +4   | Cuartos de final |
| 4    | España       | 7    | 5  | 2 | 1 | 2 | 11 | 12 | −1   | Cuartos de final |
| 5    | Sudáfrica    | 4    | 5  | 1 | 1 | 3 | 11 | 17 | −6   |                  |
| 6    | Francia (H)  | 1    | 5  | 0 | 1 | 4 | 8  | 22 | −14  |                  |

 Fuente: FIH
Criterios de clasificación: 1) puntos; 2) partidos ganados; 3) diferencia de goles; 4) goles a favor; 5) resultado cara a cara; 6) tiros de campo marcados.
| 27 de julio, 10:00 | Reino Unido                                 | 4 - 0   | España | Pitch 1, Estadio Yves-du-Manoir, Colombes |                                       |
|                    | Park 13' · Furlong 16' 48' · Shipperley 58' | Reporte |        | Árbitro(s): Steve Rogers Raghu Prasad     | Árbitro(s): Steve Rogers Raghu Prasad |

| 27 de julio, 12:45 | Países Bajos                                                    | 5 - 3   | Sudáfrica                                 | Pitch 1, Estadio Yves-du-Manoir, Colombes |                                           |
|                    | Janssen 2' 30' · De Geus 10' · Hoedemakers 16' · Telgenkamp 33' | Reporte | M. Cassiem 7' · Kok 34' · Guise-Brown 44' | Árbitro(s): David Tomlinson Lim Hong Zhen | Árbitro(s): David Tomlinson Lim Hong Zhen |

| 27 de julio, 17:00 | Alemania                                                                                    | 8 - 2   | Francia                   | Pitch 1, Estadio Yves-du-Manoir, Colombes |                                           |
|                    | Weigand 1' 44' · Rühr 7' · Prinz 19' · M. Grambusch 21' · T. Grambusch 22' · Wellen 33' 49' | Reporte | Masson 15+' · Charlet 59' | Árbitro(s): Zeke Newman Gareth Greenfield | Árbitro(s): Zeke Newman Gareth Greenfield |

| 28 de julio, 17:00 | Alemania | 0 - 2   | España                    | Pitch 1, Estadio Yves-du-Manoir, Colombes  |                                            |
|                    |          | Reporte | Basterra 32' · Cunill 53' | Árbitro(s): Jonas van 't Hek Martin Madden | Árbitro(s): Jonas van 't Hek Martin Madden |

| 28 de julio, 19:45 | Países Bajos                                          | 4 - 0   | Francia | Pitch 1, Estadio Yves-du-Manoir, Colombes |                                           |
|                    | Reyenga 7' · Bijen 28' · De Geus 31' · Telgenkamp 54' | Reporte |         | Árbitro(s): Sean Rapaport Irene Presenqui | Árbitro(s): Sean Rapaport Irene Presenqui |

| 28 de julio, 20:15 | Sudáfrica                 | 2 - 2   | Reino Unido                | Pitch 2, Estadio Yves-du-Manoir, Colombes   |                                             |
|                    | Hobson 11' · Sherwood 53' | Reporte | Roper 32' · Shipperley 59' | Árbitro(s): Marcin Grochal Laurine Delforge | Árbitro(s): Marcin Grochal Laurine Delforge |

| 30 de julio, 10:00 | España                                     | 3 - 3   | Francia                            | Pitch 1, Estadio Yves-du-Manoir, Colombes |                                          |
|                    | Iglesias 28' · Vilallonga 32' · Cunill 51' | Reporte | Clément 8' 13' · Martin-Brisac 45' | Árbitro(s): Lim Hong Zhen Coen van Bunge  | Árbitro(s): Lim Hong Zhen Coen van Bunge |

| 30 de julio, 10:30 | Sudáfrica       | 1 - 5   | Alemania                                                   | Pitch 2, Estadio Yves-du-Manoir, Colombes |                                      |
|                    | Guise-Brown 35' | Reporte | Peillat 1' 39' · Rühr 15' · Weigand 17' · M. Grambusch 58' | Árbitro(s): Dan Barstow Raghu Prasad      | Árbitro(s): Dan Barstow Raghu Prasad |

| 30 de julio, 12:45 | Reino Unido    | 2 - 2   | Países Bajos                 | Pitch 1, Estadio Yves-du-Manoir, Colombes |                                        |
|                    | Morton 56' 58' | Reporte | Wortelboer 45' · Van Dam 52' | Árbitro(s): Gabriel Labate Ben Göntgen    | Árbitro(s): Gabriel Labate Ben Göntgen |

| 31 de julio, 17:30 | Alemania  | 1 - 0   | Países Bajos | Pitch 2, Estadio Yves-du-Manoir, Colombes |                                           |
|                    | Wellen 3' | Reporte |              | Árbitro(s): Martin Madden David Tomlinson | Árbitro(s): Martin Madden David Tomlinson |

| 31 de julio, 19:45 | España                       | 3 - 0   | Sudáfrica | Pitch 1, Estadio Yves-du-Manoir, Colombes |                                           |
|                    | Reyne 25' 53' · Basterra 37' | Reporte |           | Árbitro(s): Gareth Greenfield Ben Göntgen | Árbitro(s): Gareth Greenfield Ben Göntgen |

| 1 de agosto, 12:45 | Francia     | 1 - 2   | Reino Unido              | Pitch 1, Estadio Yves-du-Manoir, Colombes |                                           |
|                    | Clément 30' | Reporte | Wallace 41' · Albery 54' | Árbitro(s): Sean Rapaport David Tomlinson | Árbitro(s): Sean Rapaport David Tomlinson |

| 2 de agosto, 10:30 | Países Bajos                                           | 5 - 3   | España                                 | Pitch 2, Estadio Yves-du-Manoir, Colombes |                                       |
|                    | Janssen 19' 53' · Hoedemakers 40' 48' · Wortelboer 43' | Reporte | Basterra 7' · Reyné 15' · Miralles 48' | Árbitro(s): Dan Barstow Sean Rapaport     | Árbitro(s): Dan Barstow Sean Rapaport |

| 2 de agosto, 19:45 | Francia                   | 2 - 5   | Sudáfrica                                                        | Pitch 1, Estadio Yves-du-Manoir, Colombes |                                          |
|                    | Clément 16' · Charlet 25' | Reporte | Guise-Brown 2' · Horne 23' · M. Cassiem 56' · D. Cassiem 57' 60' | Árbitro(s): Lim Hong Zhen Marcin Grochal  | Árbitro(s): Lim Hong Zhen Marcin Grochal |

| 2 de agosto, 20:15 | Reino Unido | 1 - 2   | Alemania     | Pitch 2, Estadio Yves-du-Manoir, Colombes    |                                              |
|                    | Furlong 49' | Reporte | Rühr 19' 25' | Árbitro(s): Coen van Bunge Gareth Greenfield | Árbitro(s): Coen van Bunge Gareth Greenfield |

### Grupo B
| Pos. | Equipo        | Pts. | PJ | G | E | P | GF | GC | Dif. | Clasificación    |
| ---- | ------------- | ---- | -- | - | - | - | -- | -- | ---- | ---------------- |
| 1    | Bélgica       | 13   | 5  | 4 | 1 | 0 | 15 | 7  | +8   | Cuartos de final |
| 2    | India         | 10   | 5  | 3 | 1 | 1 | 10 | 7  | +3   | Cuartos de final |
| 3    | Australia     | 9    | 5  | 3 | 0 | 2 | 12 | 10 | +2   | Cuartos de final |
| 4    | Argentina     | 8    | 5  | 2 | 2 | 1 | 8  | 6  | +2   | Cuartos de final |
| 5    | Irlanda       | 3    | 5  | 1 | 0 | 4 | 4  | 9  | −5   |                  |
| 6    | Nueva Zelanda | 0    | 5  | 0 | 0 | 5 | 4  | 14 | −10  |                  |

 Fuente: FIH
Criterios de clasificación: 1) puntos; 2) partidos ganados; 3) diferencia de goles; 4) goles a favor; 5) resultado cara a cara; 6) tiros de campo marcados.
| 27 de julio, 10:30 | Bélgica                  | 2 - 0   | Irlanda | Pitch 2, Estadio Yves-du-Manoir, Colombes |                                          |
|                    | Boon 25' · Hendrickx 49' | Reporte |         | Árbitro(s): Sean Rapaport Gabriel Labate  | Árbitro(s): Sean Rapaport Gabriel Labate |

| 27 de julio, 13:15 | Australia   | 1 - 0   | Argentina | Pitch 2, Estadio Yves-du-Manoir, Colombes |                                        |
|                    | Govers 30+' | Reporte |           | Árbitro(s): Coen van Bunge Ben Göntgen    | Árbitro(s): Coen van Bunge Ben Göntgen |

| 27 de julio, 17:30 | India                                     | 3 - 2   | Nueva Zelanda       | Pitch 2, Estadio Yves-du-Manoir, Colombes |                                          |
|                    | Mandeep 24' · Vivek 34' · Harmanpreet 59' | Reporte | Lane 8' · Child 53' | Árbitro(s): Marcin Grochal Martin Madden  | Árbitro(s): Marcin Grochal Martin Madden |

| 28 de julio, 17:30 | Bélgica                      | 2 - 1   | Nueva Zelanda | Pitch 2, Estadio Yves-du-Manoir, Colombes |                                      |
|                    | Hendrickx 8' · Van Aubel 44' | Reporte | Lane 43'      | Árbitro(s): Steve Rogers Dan Barstow      | Árbitro(s): Steve Rogers Dan Barstow |

| 29 de julio, 10:00 | Irlanda  | 1 - 2   | Australia             | Pitch 1, Estadio Yves-du-Manoir, Colombes |                                           |
|                    | Cole 25' | Reporte | Weyer 9' · Govers 30' | Árbitro(s): Sarah Wilson Jonas van 't Hek | Árbitro(s): Sarah Wilson Jonas van 't Hek |

| 29 de julio, 12:45 | India           | 1 - 1   | Argentina    | Pitch 1, Estadio Yves-du-Manoir, Colombes |                                        |
|                    | Harmanpreet 59' | Reporte | Martínez 22' | Árbitro(s): Daniel Barstow Zeke Newman    | Árbitro(s): Daniel Barstow Zeke Newman |

| 30 de julio, 13:15 | Irlanda                           | 0 - 2   | India | Pitch 2, Estadio Yves-du-Manoir, Colombes |                                          |
|                    | Harmanpreet 11' · Harmanpreet 19' | Reporte |       | Árbitro(s): Steve Rogers David Tomlinson  | Árbitro(s): Steve Rogers David Tomlinson |

| 30 de julio, 17:00 | Argentina                 | 2 - 0   | Nueva Zelanda | Pitch 1, Estadio Yves-du-Manoir, Colombes  |                                            |
|                    | Domene 24' · Martínez 60' | Reporte |               | Árbitro(s): Jonas van 't Hek Sean Rapaport | Árbitro(s): Jonas van 't Hek Sean Rapaport |

| 30 de julio, 19:45 | Australia              | 2 - 6   | Bélgica                                                    | Pitch 1, Estadio Yves-du-Manoir, Colombes    |                                              |
|                    | Sharp 28' · Govers 44' | Reporte | Hendrickx 7' · Boon 15' 30' 57' · Van Aubel 35' · Kina 38' | Árbitro(s): Marcin Grochal Gareth Greenfield | Árbitro(s): Marcin Grochal Gareth Greenfield |

| 1 de agosto, 10:00 | India        | 1 - 2   | Bélgica                      | Pitch 1, Estadio Yves-du-Manoir, Colombes |                                        |
|                    | Abhishek 18' | Reporte | Stockbroekx 33' · Dohmen 44' | Árbitro(s): Coen van Bunge Zeke Newman    | Árbitro(s): Coen van Bunge Zeke Newman |

| 1 de agosto, 10:30 | Nueva Zelanda | 0 - 5   | Australia                                      | Pitch 2, Estadio Yves-du-Manoir, Colombes |                                          |
|                    |               | Reporte | Wickham 22' · Govers 25' 52' 57' · Willott 42' | Árbitro(s): Lim Hong Zhen Gabriel Labate  | Árbitro(s): Lim Hong Zhen Gabriel Labate |

| 1 de agosto, 13:15 | Argentina                | 2 - 1   | Irlanda  | Pitch 2, Estadio Yves-du-Manoir, Colombes= |                                         |
|                    | Domene 17' · Casella 28' | Reporte | Cole 27' | Árbitro(s): Raghu Prasad Marcin Grochal    | Árbitro(s): Raghu Prasad Marcin Grochal |

| 2 de agosto, 13:15 | Australia              | 2 - 3   | India                              | Pitch 2, Estadio Yves-du-Manoir, Colombes   |                                             |
|                    | Craig 25' · Govers 55' | Reporte | Abhishek 12' · Harmanpreet 13' 32' | Árbitro(s): Jonas van 't Hek Gabriel Labate | Árbitro(s): Jonas van 't Hek Gabriel Labate |

| 2 de agosto, 17:00 | Nueva Zelanda | 1 - 2   | Irlanda                 | Pitch 1, Estadio Yves-du-Manoir, Colombes |                                     |
|                    | Morrison 5'   | Reporte | Walker 13' · Duncan 31' | Árbitro(s): Ben Göntgen Zeke Newman       | Árbitro(s): Ben Göntgen Zeke Newman |

| 2 de agosto, 17:30 | Bélgica                                         | 3 - 3   | Argentina                         | Pitch 2, Estadio Yves-du-Manoir, Colombes |                                        |
|                    | De Kerpel 34' · Hendrickx 52' · Stockbroekx 60' | Reporte | Casella 5' · Domene 45' · Rey 53' | Árbitro(s): Steve Rogers Martin Madden    | Árbitro(s): Steve Rogers Martin Madden |

## Fase final

### Cuadro
|  | Cuartos de final       | Cuartos de final       |                        |       | Semifinales            | Semifinales            |  |  | Final | Final |
|  |                        |                        |                        |       |                        |                        |  |  |       |       |
|  | 4 de agosto - Colombes |                        |                        |       |                        |                        |  |  |       |       |
|  |                        |                        |                        |       |                        |                        |  |  |       |       |
|  | Alemania               | 3                      |                        |       |                        |                        |  |  |       |       |
|  | Alemania               | 3                      | 6 de agosto - Colombes |       |                        |                        |  |  |       |       |
|  | Argentina              | 2                      |                        |       |                        |                        |  |  |       |       |
|  | Argentina              | 2                      | India                  | 2     |                        |                        |  |  |       |       |
|  | 4 de agosto - Colombes |                        | India                  | 2     |                        |                        |  |  |       |       |
|  |                        | Alemania               | 3                      |       |                        |                        |  |  |       |       |
|  | India (p.)             | Alemania               | 3                      | 1 (4) |                        |                        |  |  |       |       |
|  | India (p.)             |                        | 8 de agosto - Colombes | 1 (4) |                        |                        |  |  |       |       |
|  | Reino Unido            | 1 (2)                  |                        |       |                        |                        |  |  |       |       |
|  | Reino Unido            | 1 (2)                  | Alemania               | 1 (1) |                        |                        |  |  |       |       |
|  | 4 de agosto - Colombes |                        | Alemania               | 1 (1) |                        |                        |  |  |       |       |
|  |                        | Países Bajos (p.)      | 1 (3)                  |       |                        |                        |  |  |       |       |
|  | Países Bajos           | Países Bajos (p.)      | 1 (3)                  | 2     |                        |                        |  |  |       |       |
|  | Países Bajos           | 6 de agosto - Colombes |                        | 2     |                        |                        |  |  |       |       |
|  | Australia              | 0                      |                        |       |                        |                        |  |  |       |       |
|  | Australia              | 0                      | España                 | 0     |                        |                        |  |  |       |       |
|  | 4 de agosto - Colombes |                        | España                 | 0     |                        |                        |  |  |       |       |
|  |                        | Países Bajos           | 4                      |       | Tercer y cuarto puesto | Tercer y cuarto puesto |  |  |       |       |
|  | Bélgica                | Países Bajos           | 4                      | 2     | Tercer y cuarto puesto | Tercer y cuarto puesto |  |  |       |       |
|  | Bélgica                |                        | 8 de agosto - Colombes | 2     |                        |                        |  |  |       |       |
|  | España                 | 3                      |                        |       |                        |                        |  |  |       |       |
|  | España                 | 3                      | India                  | 2     |                        |                        |  |  |       |       |
|  |                        |                        |                        |       |                        |                        |  |  |       |       |
|  | España                 | 1                      |                        |       |                        |                        |  |  |       |       |
|  | España                 | 1                      |                        |       |                        |                        |  |  |       |       |

### Cuartos de final
| 4 de agosto, 10:00 | India                                      | 1 - 1 (4 – 2 p.)           | Reino Unido                           | Pitch 1, Estadio Yves-du-Manoir, Colombes |                                        |
|                    | Harmanpreet 22'                            | Reporte                    | Morton 27'                            | Árbitro(s): Sean Rapaport Steve Rogers    | Árbitro(s): Sean Rapaport Steve Rogers |
|                    |                                            | Tiros desde el punto penal |                                       |                                           |                                        |
|                    | Harmanpreet · Sukhjeet · Lalit · Raj Kumar |                            | Albery · Wallace · Williamson · Roper |                                           |                                        |

| 4 de agosto, 12:30 | Bélgica                        | 2 - 3   | España                                  | Pitch 1, Estadio Yves-du-Manoir, Colombes   |                                             |
|                    | De Sloover 41' · Hendrickx 58' | Reporte | Basterra 40' · Reyné 55' · Miralles 57' | Árbitro(s): Gabriel Labate Jonas van 't Hek | Árbitro(s): Gabriel Labate Jonas van 't Hek |

| 4 de agosto, 17:30 | Países Bajos                 | 2 - 0   | Australia | Pitch 1, Estadio Yves-du-Manoir, Colombes |                                           |
|                    | Telgenkamp 35' · Van Dam 52' | Reporte |           | Árbitro(s): Dan Barstow Gareth Greenfield | Árbitro(s): Dan Barstow Gareth Greenfield |

| 4 de agosto, 20:00 | Alemania                                | 3 - 2   | Argentina                 | Pitch 1, Estadio Yves-du-Manoir, Colombes |                                         |
|                    | Hinrichs 9' · Peillat 24' · Weigand 54' | Reporte | Casella 11' · Mazilli 48' | Árbitro(s): Zeke Newman David Tomlinson   | Árbitro(s): Zeke Newman David Tomlinson |

### Semifinales
| 6 de agosto, 14:00 | Países Bajos | 4 - 0 | España | Pitch 1, Estadio Yves-du-Manoir, Colombes |  |

| 6 de agosto, 19:00 | Alemania | 3 - 2 | India | Pitch 1, Estadio Yves-du-Manoir, Colombes |  |

### Medalla de bronce
| 8 de agosto, 14:00 | España | 1 - 2 | India | Pitch 1, Estadio Yves-du-Manoir, Colombes |  |

### Medalla de oro
| 8 de agosto, 19:00 | Países Bajos | 1 - 1 (3 – 1 p.) | Alemania | Pitch 1, Estadio Yves-du-Manoir, Colombes |  |